# Адерс, Эрвин
Эрвин Адерс (нем. Erwin Aders, 7 мая 1881 года — 6 января 1974 года) — немецкий инженер-конструктор. 
Известен как создатель немецких тяжёлых танков.

## Биография
С 1936 года и вплоть до конца Второй мировой войны Эрвин Адерс — главный инженер и начальник отдела новых разработок компании «Хеншель и сын АГ» в Касселе. Через год после вступления в должность Эрвин Адерс оставил проектирование паровозов, самолетов и кранового оборудования и целиком сосредоточился на танкостроении. В 1937—1938 гг возглавлял группу, занимавшуюся экспериментальными танками прорыва DW.1 и DW.2. В годы Второй мировой войны Адерс руководил разработкой проектов VK.3001 и VK.4501, что в конечном итоге привело к созданию тяжелых танков PzKpfw VI «Тигр» и PzKpfw VI B «Тигр II». За разработку этих машин Адерс получил неофициальное прозвище «Отец тигров» (нем. Tigervater).
В послевоенный период Эрвин Адерс работал в той же области, но теперь уже на объединённой фирме «Райншталь-Ганомаг-Хеншель». По-видимому, он имел отношение к разработке современных образцов немецкой бронетехники, в частности, основного танка «Леопард» и БМП «Мардер».